# Boéthos de Sidon
Pour les articles homonymes, voir Boéthos.
Boéthos de Sidon est un philosophe stoïcien non orthodoxe du IIe siècle av. J.-C., né à Sidon en Phénicie et disciple de Diogène de Babylone.

## Sa philosophie
En matière de physique, il semble renoncer à certaines doctrines stoïciennes, pour s'engager vers une interprétation de la doctrine qui lui est propre. Il replace un être suprême à la tête de l'univers et se préoccupe surtout de cosmologie.

## Œuvres
- De la Nature [2]
- Le Destin (2 livres au moins)  [3]